# Seminário Presbiteriano Brasil Central
O Seminário Presbiteriano Brasil Central (SPBC) é um seminário protestante presbiteriano situado na cidade de Goiânia (Goiás). A instituição de ensino superior é destinada a formação pastores e líderes da Igreja Presbiteriana do Brasil.

## História
Em 1983 foi fundada em Goiânia uma extensão do Seminário Presbiteriano do Sul. No ano de 1991 ela tornou-se independente como Seminário Presbiteriano Brasil Central. Inicialmente o seminário funcionou nas dependências da Primeira Igreja Presbiteriana de Goiânia, posteriormente foi transferido para a Igreja Presbiteriana de Campinas e por fim, instalou-se em sede própria, na Rua Roberto Valadares, Quadra 8, no setor Negrão de Lima.
Em janeiro de 1999 foi criada uma classe do Seminário Presbiteriano Brasil Central(SPBC) em Brasília e em junho do mesmo ano o Supremo Concílio da Igreja Presbiteriana do Brasil decidiu oficializar a criação da extensão do SPBC naquela cidade.
Todavia, partir do crescimento o Seminário Presbiteriano de Brasília passou a ocupar o seu próprio prédio e tornou-se independente, recebendo o imóvel adquirido com as doações de 1958 destinadas para sua construção.

## O SPBC atualmente
O Seminário Presbiteriano Brasil Central está atualmente sob a jurisdição da Junta Regional de Educação Teológica Brasil Central, que cuida da formação teológica do SPBC e do Seminário Presbiteriano de Brasília.
O Seminário tem um uma biblioteca com mais de 5.700 volumes conforme relatório da Comissão Executiva do Supremo Concílio da Igreja Presbiteriana do Brasil e ficou em terceiro lugar na avaliação de 2017 entre os oito seminários da denominação.
Em 2014, o Seminário Presbiteriano Brasil Central sediou a dublagem de filmes evangelísticos para a língua cigana promovida pela Agência Presbiteriana de Missões Transculturais.
É o único seminário presbiteriano no Brasil, que possui um estúdio de áudio e vídeo para aprimoramento de seus alunos na área de comunicação.

## Cursos e Coordenação
O SPBC oferece o curso de Bacharel em Teologia além dos cursos: Básico de Pregação, Superintendente da Escola Dominical, Professores de Adultos, Professores de Jovens, Professores de Adolescentes e Professores de Crianças.
O coordenador do departamento de Teologia Sistemática é o Rev. Milton Rodrigues Júnior, Teologia Histórica o  Rev. Silas Rebouças Nobre, Teologia Pastoral o Rev. Hélio da Silva, Teologia e Cultura o Rev. Eurípedes Pereira de Brito e Teologia Exegética o Rev. Jocider Correa Batista.
O atual diretor do Seminário Presbiteriano Brasil Central é o Rev. Dr. Saulo Pereira de Carvalho.

## Extensões
O SPBC já teve três extensões. Todavia, todas elas tornam-se seminários.

### Brasília
Em 1999, tiveram início as aulas da primeira turma da extensão do SPBC em Brasília. Todavia, em 2002, o Supremo Concílio da Igreja Presbiteriana do Brasil elevou a extensão à categoria de seminário, chamado Seminário Presbiteriano de Brasília.

### Rondônia
Em 2003, foi fundada uma extensão do SPBC na cidade de Ji-Paraná (Rondônia). Em 2022, o Supremo Concílio da Igreja Presbiteriana do Brasil elevou a extensão à categoria de seminário, denominado Seminário Presbiteriano Noroeste do Brasil.

### Manaus
Em 2019 foi inaugurada uma nova extensão do SPBC, na cidade de Manaus, Amazonas. Todavia, em 2022, o Supremo Concílio da Igreja Presbiteriana do Brasil elevou a extensão à categoria de seminário, com o nome de Seminário Presbiteriano da Amazônia.

## Professores e ex-professores
- Heber Carlos de Campos[17]
- Valdeci Santos[18][19]

## Alunos e ex-alunos
- Daniel  Santos Junior[20][21]Luiz Pereira da Silva